# Luozhou, Fujian
Luozhou (kinesiska: 螺洲) är en köping i sydöstra Kina. Den ligger i stadsdistriktet Cangshan i staden Fuzhou i provinsen Fujian, omkring 11 kilometer söder om provinshuvudstaden Fuzhou. Antalet invånare är 18 462. Befolkningen består av 8 186 kvinnor och 10 276 män. Barn under 15 år utgör 10,0 %, vuxna 15-64 år 83 %, och äldre över 65 år 6,0 %.